# Bezem

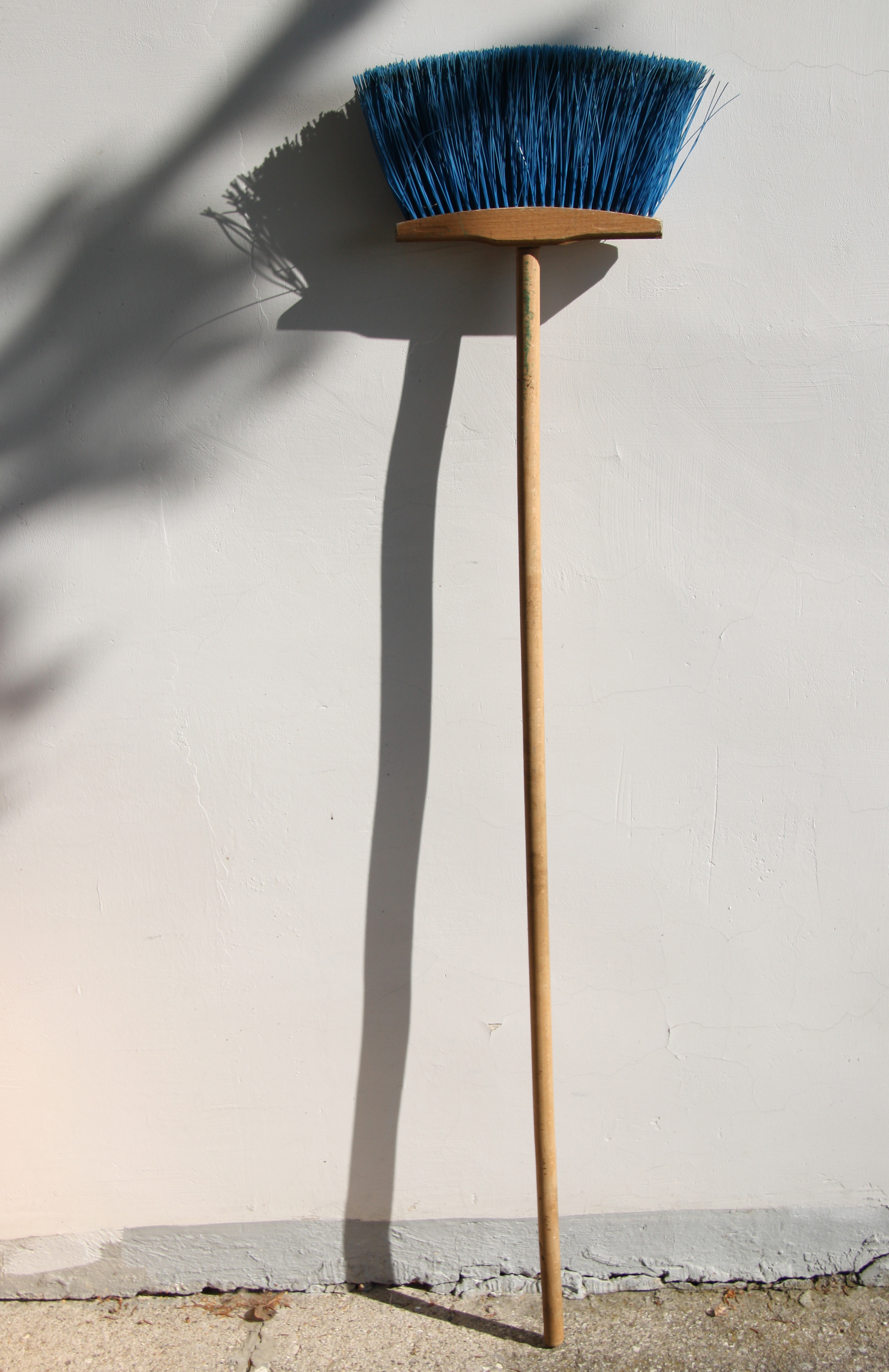
Moderne bezem

Een bezem is een grote borstel aan een steel om stof en vuil bij elkaar te vegen. 
Het materiaal van de bezem varieert: de oude bezems bestonden uit bijeengebonden takkenbossen, rond een stok (steel). Dit soort bezems slijt snel, vandaar de uitdrukking "nieuwe bezems vegen schoon". Kenners voegen daaraan toe: "maar oude bezems kennen alle hoekjes". Door de slijtage wordt de onderkant van de bezem namelijk vlak, waardoor men tot in alle hoekjes kan vegen.
Voor buitenbezems worden takken van de berk of de wortels van het Pijpenstrootje gebruikt, voor binnen gebruikte men vroeger het fijnere huttentut.
De meest voorkomende moderne bezems hebben een rechthoekige houten plank aan de onderzijde, waarin vrij grove kunststof- of klappervezels zijn bevestigd. Dit soort bezems leent zich goed voor het vegen van plaatsen buitenshuis. Voor het vegen van vloeren in huis gebruikt men een fijnere bezem, bezet met paardenhaar, varkenshaar of nylon.

## Symboliek
- Bezems staan voor schoonmaken, in letterlijke of figuurlijke zin.
- Bezems worden vaak geassocieerd met hekserij. Men dacht in vroeger tijden dat heksen en tovenaars op bezems door de lucht konden vliegen. Zie ook heksenrit, heksensabbat en heksenzalf.
- Een op een schip in de mast gehesen bezem duidt op dat "de zeeën zijn schoongeveegd." Volgens een Engelse traditie was de eerste die een bezem in de mast hees de Nederlandse admiraal Maarten Tromp. Gedurende de Tweede Wereldoorlog bonden Amerikaanse onderzeeërs bij thuiskomst een bezem aan hun periscoop, om aan te geven dat elk schip dat zij hadden aangevallen tot zinken was gebracht.
- Bezem kan ook staan voor donderbezem, een symbool om onheil of de bliksem af te weren. Dit is mogelijk ook de oorspronkelijke betekenis van het "baezem sjtaeke" in Horn.

## Bezem als politiek symbool
Vroege Nederlandse fascisten gebruikten de bezem als politiek symbool. Het symboliseerde voor hen de nieuwe orde, die schoon schip zou maken met het oude systeem.

## In het dagelijkse taalgebruik
Het woord bezem is volledig ingeburgerd in de straattaal van jongeren en in rap-teksten. Nadrukkelijk uitgesproken als beezum betekent het zoveel als: iemand met grootspraak; een praatjesmaker.

## Fotogalerij

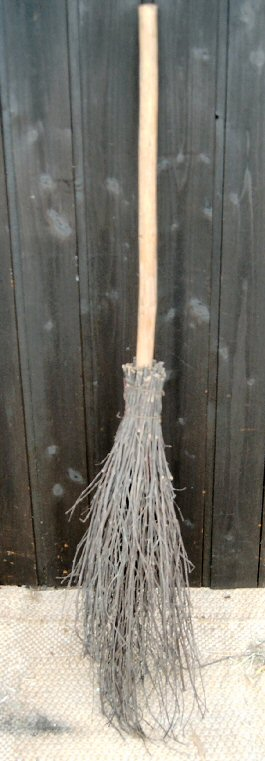
Ouderwetse bezem (heksenbezem)
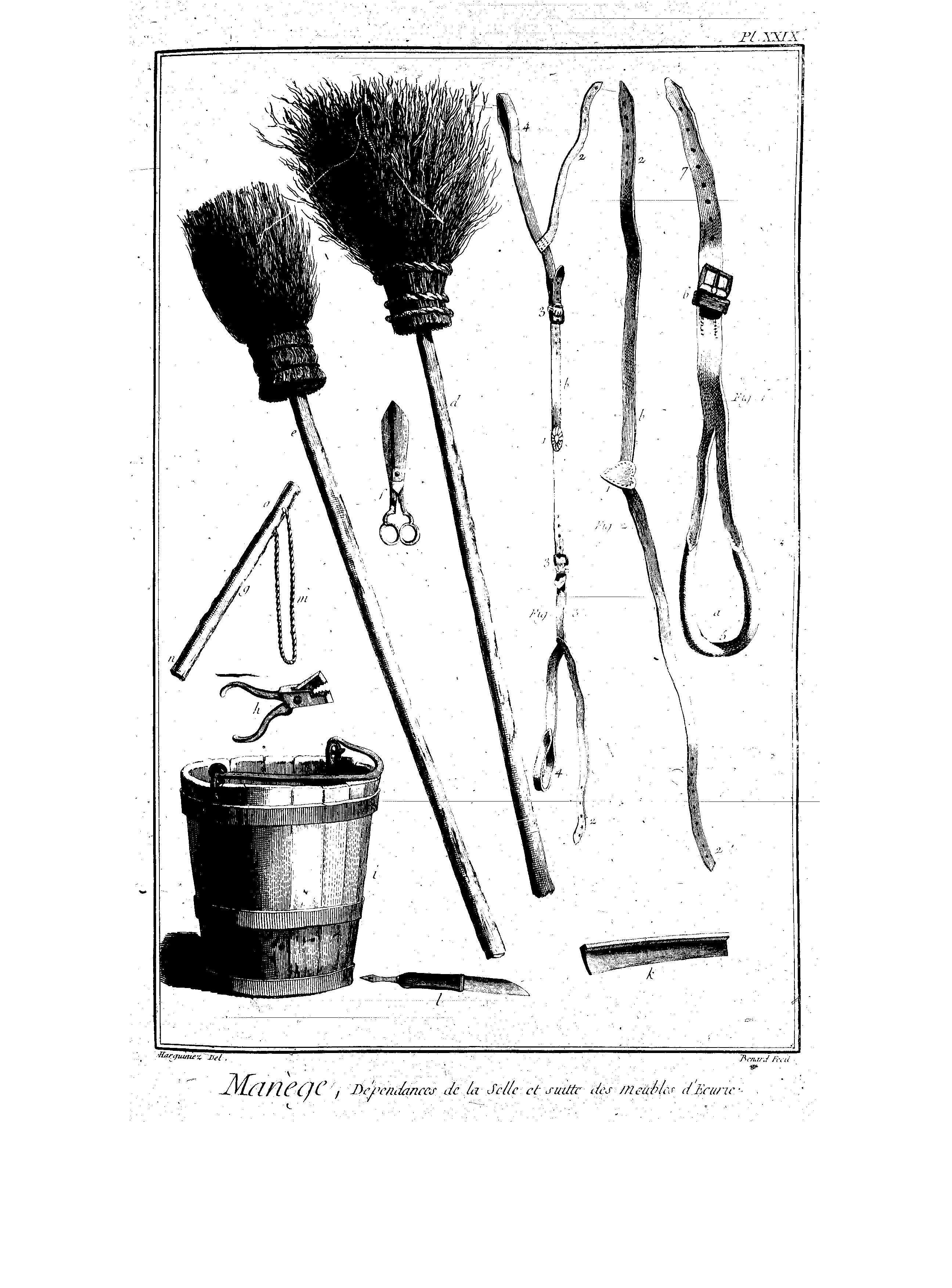
Bezems uit de 18e eeuw in de Encyclopédie
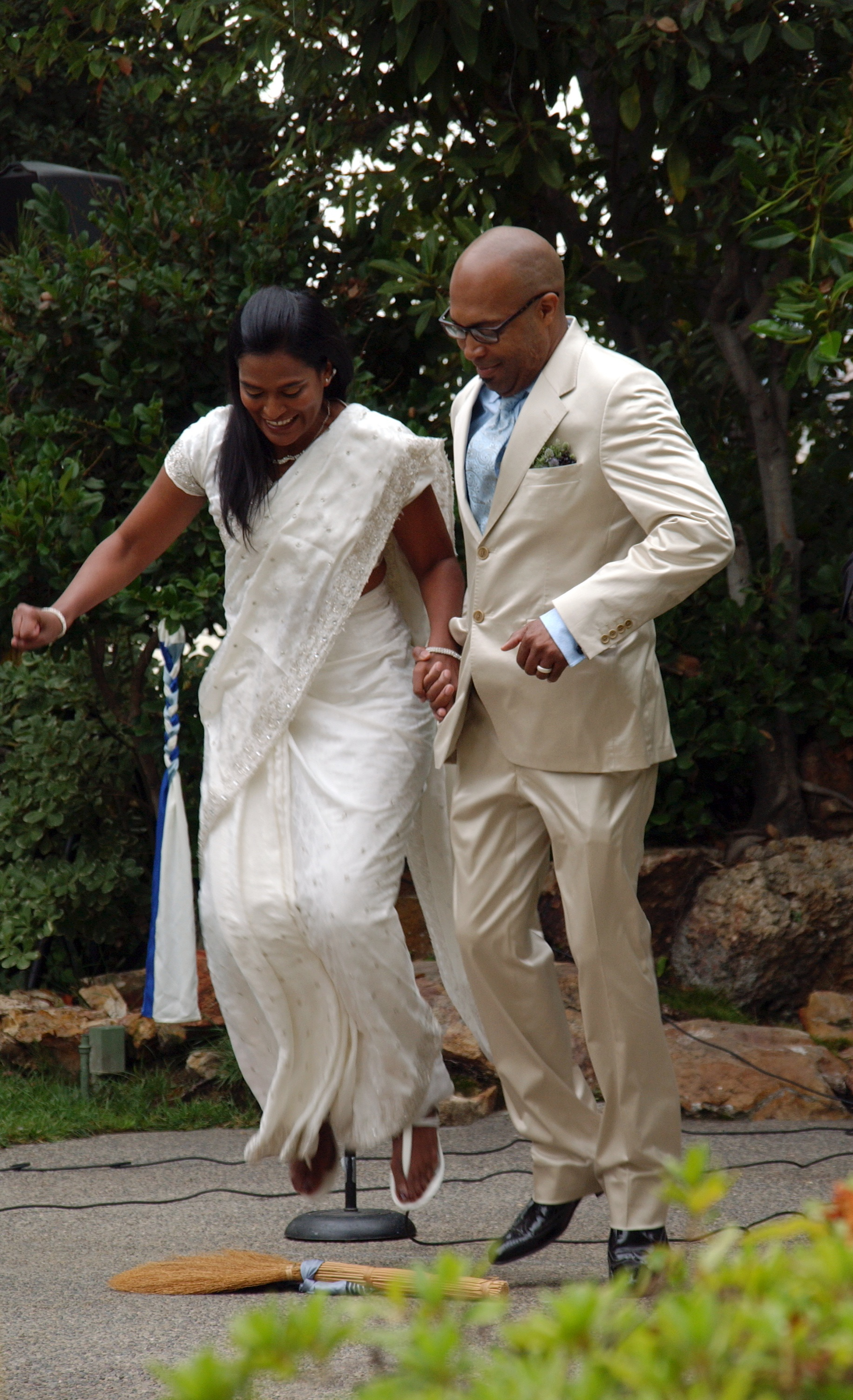
Springen over de bezem, een ritueel tijdens een huwelijk, Los Angeles
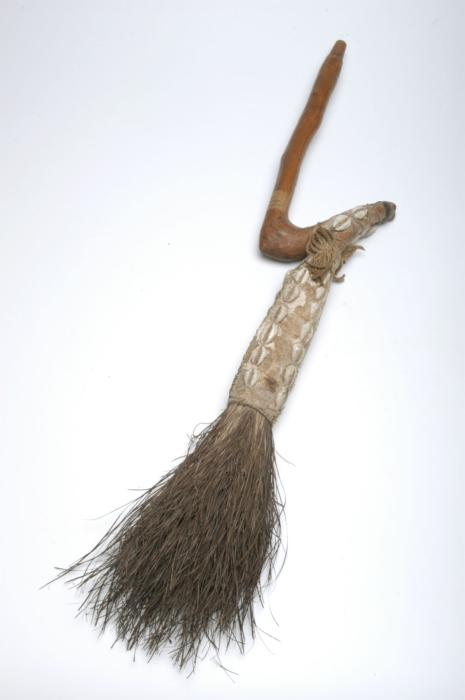
Magische bezem van een obiaman of bonuman (een ritueelspecialist) wordt gebruikt om boze geesten weg te 'vegen' tijdens rituele dansen, Wereldmuseum Amsterdam
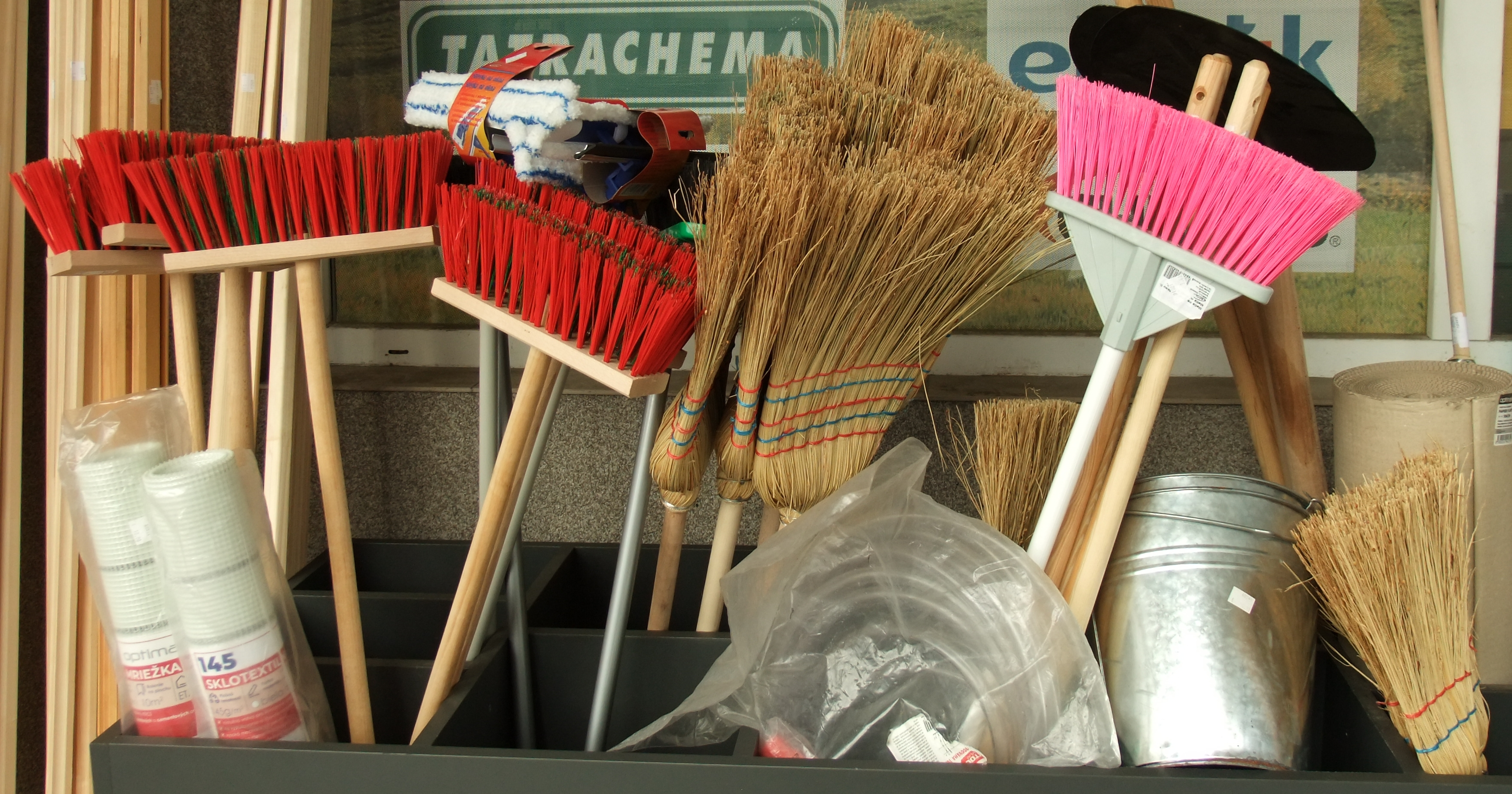
Verschillende soorten nieuwe bezems